# 稻生物怪錄

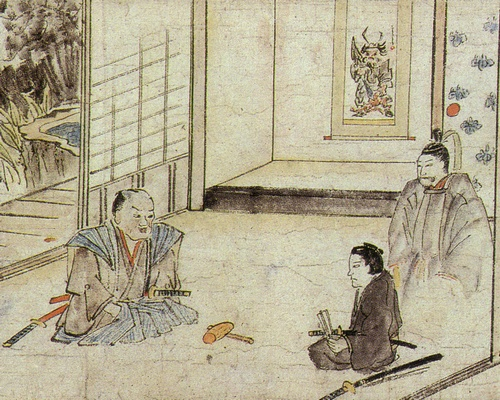
《稻生物怪錄繪卷》。山本五郎左衛門（左）、平太郎（右）和冠裝束的氏神（右上）

《稻生物怪錄》（日语：稲生物怪録，いのうもののけろく、いのうぶっかいろく）是江戶時代中期寬延2年（1749年），備後三次藩（現：廣島縣三次市）藩士稻生武太夫（幼名：平太郎）的妖怪體驗物語。
著者是柏生甫，據說是三次藩士稻生平太郎在寬延2年7月的1個月間的怪異體驗筆記。內容大概是因為平太郎試膽而觸怒妖怪，導致妖怪連續30日間出没平太郎的屋敷，但是，平太郎一一將之擊退，最後魔王之一的山本五郎左衛門嘉獎其勇氣，贈與木槌。木槌現藏廣島市的國前寺，『稻生物怪錄』的原本現在由三次市教育委員會保管。稻生武太夫的墓所在廣島市中區的本照寺。

## 解說
《稻生物怪錄》因為內容奇特，引起許多有名的文人・研究者的興趣。首先是江戶後期的國學者平田篤胤將其廣為流傳，明治以降也有泉鏡花、折口信夫等人的作品化。近年有民俗學者谷川健一、荒俣宏、傳奇作家京極夏彦等人的關連書籍，還有水木茂、《靈異教師神眉》、宇河弘樹的《朝霧的巫女》的漫畫化。

## 稻生神社
廣島市南區稻荷町的稻生神社以豐受大神、大國主命和稻生武太夫為御祭神。17世紀初頭創建，廣島市原子彈爆炸全毀後重建。荒俣宏、京極夏彦、水木茂等人曾來訪查。